# Сакри-Куори-ди-Джезу-э-Мария
Са́кри-Куо́ри-ди-Джезу́-э-Мари́я (итал. Chiesa dei Sacri Cuori di Gesù e Maria, дословно — «Церковь Святых Сердец Иисуса и Марии») — церковь в римском районе Триесте.

## История
Церковь основана в качестве приходской в 1957 году в составе римского диоцеза. 22 февраля 2015 года преобразована Папой Франциском в титулярную. Тогда же титул кардинала этой церкви получил Эдоардо Меникелли, который бессменно оставался им по состоянию на начало 2023 года.

## Здание
Церковь расположена по адресу Виа Поджо-Мойано, 12. Она была построена по проекту архитекторов Марио Паникони и Джулио Педикони. Фасад церкви характеризуется схематичным протиром (небольшим портиком), под которым находится терракотовый горельеф авторства Альфьо Кастелли.